# Dušan Bilandžić
Dušan Bilandžić (20. května 1924 Maljkovo – 4. března 2015 Záhřeb) byl chorvatský právník, politik a významný historik. Studoval Právnickou fakultu Bělehradské univerzity, kterou absolvoval v roce 1955. Specializuje se především na období poválečného vývoje Chorvatska.
V dobách existence komunistické Jugoslávie spolupracoval na tvorbě ústavy z roku 1974. Později se stal oponentem centralistických sil, které se v jugoslávském, přesněji srbském politickém vedení začaly objevovat. Stejně jako řada jiných chorvatských politiků a významných osobností společenského a kulturního života se stal proto terčem kritiky srbských komunistů. Na přelomu 80. a 90. let spolupracoval s Franjem Tuđmanem, se kterým měl velmi dobré vztahy a roku 1991 jej tehdejší chorvatský prezident jmenoval zástupcem této republiky v Bělehradě. Po rozpadu SFRJ se pokoušel kandidovat za chorvatské sociální demokraty, avšak neúspěšně. V dalších letech se proto věnoval historické práci a na veřejnosti se objevoval především během různých rozhovorů s médii.

## Publikační činnost
Uvedeny jsou pouze významnější práce.
- Historija Socijalističke Federativne Republike Jugoslavije (Dějiny socialistické federativní republiky Jugoslávie) 1 (1978), 2 (1979), 3 (1985).
- Teorija i praksa delegatskog sistema" (Teorie a praxe zastupitelského systému) (1979)
- Jugoslavija poslije Tita (Jugoslávie po Titovi) (1985)
- Hrvatska između rata i samostalnosti (Chorvatsko mezi válkou a samostatností) (1991)
- Hrvatska moderna povijest (Chorvatské moderní dějiny; 1999)
- Rat u Hrvatskoj i Bosni i Hercegovini (Válka v Bosně a Hercegovině; 1999)
- Propast Jugoslavije i stvaranje moderne Hrvatske (Krach Jugoslávie a budování moderního Chorvatska; 2001)
- Povijest izbliza (Dějiny zblízka; 2006)